# راسکو لی براون
راسکوو لی براون (انگلیسی: Roscoe Lee Browne؛ ۲ مهٔ ۱۹۲۲ – ۱۱ آوریل ۲۰۰۷) یک هنرپیشه اهل ایالات متحده آمریکا بود. وی بین سال‌های ۱۹۶۱ تا ۲۰۰۷ میلادی فعالیت می‌کرد.

## فیلم‌شناسی
از فیلم‌ها یا برنامه‌های تلویزیونی که وی در آن نقش داشته است می‌توان به الیور و دوستان، بوسه یهودا، تابستان گذشته در همپتونز و برهنه در نیویورک اشاره کرد.

## زندگی شخصی و مرگ
براون  بر اثر سرطان معده  در لس آنجلس درگذشت. او هرگز ازدواج نکرد و فرزندی نداشت.